# Abadessa

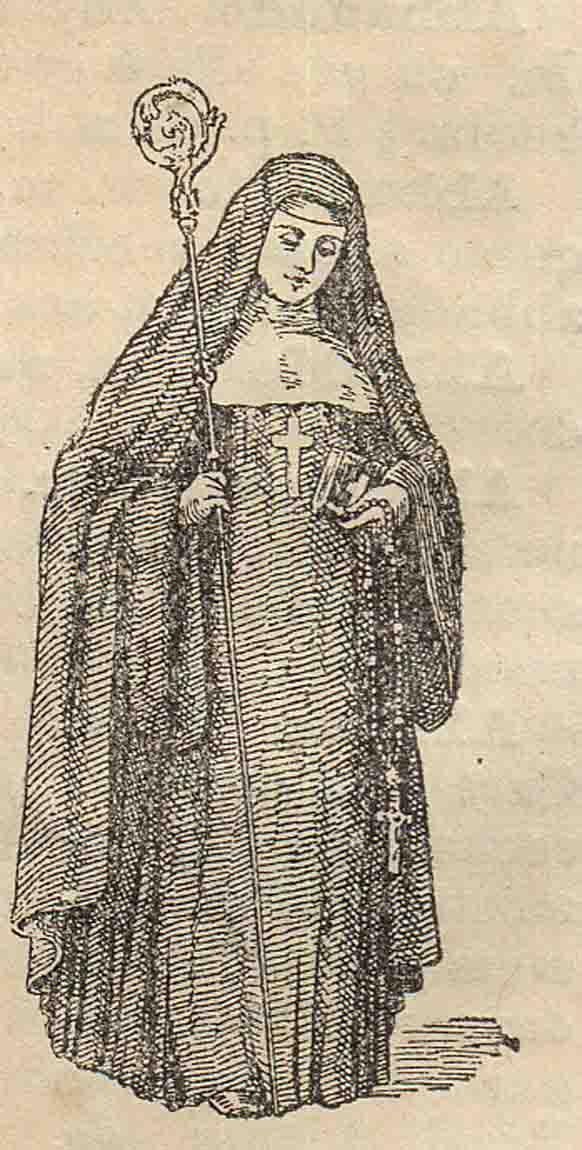
Trajo de Abadessa

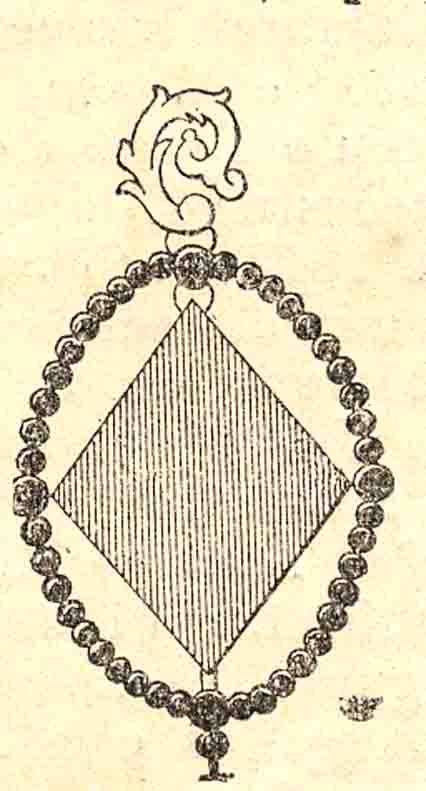
Brasão de abadessa

Abadessa  é um cargo religioso de primeira dignidade numa comunidade de religiosas que se divide em várias formas.
Assim termos: a abadessa geral, aquela cuja autoridade se estendia a todas as abadias da mesma ordem e a abadessa secular, aquela a quem era dado o governo temporal de uma paróquia com obrigação de apresentar ao bispo do lugar um sacerdote idóneo para curar as almas. Assistia e parece que por vezes presidia às assembleias eclesiásticas.  

Modelo do brasão de armas de uma Abadessa Católica

As abadessas eram electivas, havendo abadessas perpétuas eleitas para mandatos vitalícios. 